# Caroline Thompson (scénariste)
Pour les articles homonymes, voir Thompson et Caroline Thompson.
Caroline Thompson est une scénariste, réalisatrice et productrice de cinéma américaine née le 23 avril 1956 à Washington DC.

## Biographie
En 1978, elle sort diplômée de l'Amherst College en anglais et en littérature classique. Elle emménage à Los Angeles et publie en 1983 un roman, First Born, et est contactée pour travailler sur son adaptation au cinéma. Le projet n'aboutit pas mais lui donne l'envie de devenir scénariste. Elle rencontre Tim Burton, chacun appréciant le travail de l'autre et écrit le scénario d'Edward aux mains d'argent (1990). Elle collabore à nouveau avec Burton pour L'Étrange Noël de monsieur Jack (1993) et Les Noces funèbres (2005). Elle est également coscénariste de La Famille Addams (1991) et fait ses débuts de réalisatrice avec Prince Noir (1994). En 2011, elle scénarise l'adaptation cinématographique du roman Wicked Lovely mais le projet est repoussé à une date ultérieure.

## Filmographie

### Scénariste
- 1990 : Edward aux mains d'argent (Edward Scissorhands)
- 1991 : La Famille Addams (The Addams Family)
- 1993 : L'Incroyable voyage (Homeward Bound: The Incredible Journey)
- 1993 : Le Jardin secret (The Secret Garden)
- 1993 : L'Étrange Noël de monsieur Jack (The Nightmare Before Christmas) avec Michael McDowell (adaptation)
- 1994 : Prince noir (Black Beauty)
- 2001 : Blanche-Neige (Snow White: The Fairest of Them All) (TV)
- 2005 : Les Noces funèbres avec John August et Pamela Pattler
- 2008 : La Cité de l'ombre
- 2018 : Bienvenue à Marwen (Welcome to Marwen) de et avec Robert Zemeckis

### Réalisatrice
- 1994 : Prince Noir (Black Beauty)
- 1997 : Mon copain Buddy (Buddy)
- 2001 : Blanche-Neige (Snow White : The Fairest of Them All) (TV)

### Productrice
- 1990 : Edward aux mains d'argent (Edward Scissorhands)
- 1993 : Le Jardin secret (The Secret Garden)
- 2001 : Blanche-Neige (Snow White : The Fairest of Them All) (TV)